# 普拉赛
普拉赛（法語：Plassay，法語發音：[plasɛ]）是法国滨海夏朗德省的一个市镇，位于该省中部，属于桑特区。

## 地理
普拉赛（45°49'7"N, 0°43'31"W）面积16.87 平方千米，位于法国新阿基坦大区滨海夏朗德省，该省份为法国西部滨海省份，北起旺代省，西临大西洋，南至吉倫特省，东南接多爾多涅省，东北接德塞夫勒省接壤，东临夏朗德省。
与普拉赛接壤的市镇（或旧市镇、城区）包括：克拉扎讷、埃屈拉、莱塞萨尔、热村、昂沃港、圣波谢尔、圣乔治德科托。

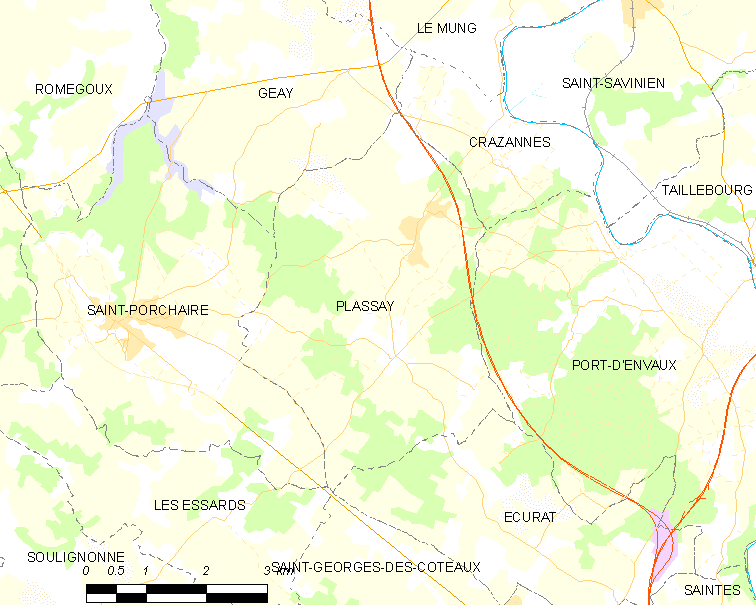
普拉赛的OSM定位图

普拉赛的时区为UTC+01:00、UTC+02:00（夏令时）。

## 行政
普拉赛的邮政编码为17250，INSEE市镇编码为17280。

## 政治
普拉赛所属的省级选区为圣波谢尔县。

## 人口

1962-2008年间普拉赛人口变化图示

普拉赛于2022年1月1日时的人口数量为817人。